# Tierra Gallega
Tierra Gallega fue una publicación periódica editada en La Coruña entre 1903 y 1917. Tuvo una segunda etapa en 1933.

## Historia
Diario republicano que apareció en el 1 de septiembre de 1903, órgano del partido republicano de La Coruña sucesor de El Combate y portavoz del republicanismo en Galicia. Fueron sus directores Eladio Fernández Diéguez y Adolfo Lahorra (1910-1914). Antonio Robles Tenorio fue uno de los redactores y entre sus colaboradores figuraron de Leandro Carré Alvarellos (con el seudónimo de "L. S."). En 1914 Santiago Casares Quiroga asumió la dirección del periódico, quien defendió el autonomismo gallego, renegando del viejo federalismo. Mantiene una línea neutral en el conflicto de la Primera Guerra Mundial, que provocó un enfrentamiento con partidarios de que el periódico apoyase a los aliados.

### La segunda etapa
En 1933 el liderazgo de la Organización Republicana Gallega Autónoma acordó editar de nuevo el periódico. Salió a la luz el 25 de enero, con Julio Wonenburger como director, aunque en febrero aparece como director Avelino López Otero. No logró consolidarse y se cierra el 4 de junio de ese año.